# Дай Чжэнь
Дай Чжэнь (кит. 戴震, пиньинь Dài Zhèn, 19 января 1724 — 1 июля 1777) — китайский философ-неоконфуцианец, лидер одного из двух главных направлений «ханьского учения». Также математик, астроном, лингвист, историк и географ.

## Биография
Родился 19 января 1724 года в Сюнине провинции Аньхой. Происходил из семьи мелкого торговца. С 1773 года участвовал в составлении свода классической литературы Сыку цюаньшу (полное собрание всех книг по четырём разделам). В 1775 году за научные заслуги без экзаменов (которые шесть раз безуспешно пытался сдать) получил высшую ученую степень — цзиньши и звание академика Ханьлиньской академии. Умер 1 июля 1777 года в Пекине.

## Философское учение
Философский метод Дай Чжэня предполагал восприятие мира как универсальной и гармоничной целостности, поэтому парные теоретические понятия (от наиболее общей оппозиции Инь — Ян) также должны быть гармонизированы. Все предметы во вселенной состоят из единого ци, поэтому основополагающее для неоконфуцианства противопоставление «надформенного» Дао «подформенным» «орудиям» он истолковывал как временное, а не субстанциальное. В состав Дао входят у-син. «[Индивидуальная] природа» каждой вещи, согласно Дай Чжэню, «естественна» и определяется «добром», которое порождается «гуманностью» (жэнь), упорядочивается «благопристойностью» и стабилизируется «должной справедливостью».
Развивал методологию «[филологически] доказательного исследования» (као цзюй), основывая экспликацию идей на анализе выражающих их терминов. Дай Чжэнь излагал собственные взгляды в текстологических комментариях к конфуцианской классике, противопоставляя их искаженным, по его мнению, даосско-буддийскими влияниями комментариям предшествовавших конфуцианцев (Чэн [братьев] — Чжу [Си] школы, Лу [Цзюаня] — Ван [Янмина] школы). Главные философские сочинения Дай Чжэня — «Значения слов „Мэн-цзы“ в комментариях и свидетельствах» (Мэн-цзы цзы и шу чжэн) и «Обращение к началу добра» (Юань шань).